# Stratford (Texas)
Stratford is een plaats (city) in de Amerikaanse staat Texas, en valt bestuurlijk gezien onder Sherman County.

## Demografie
Bij de volkstelling in 2000 werd het aantal inwoners vastgesteld op 1991.
In 2006 is het aantal inwoners door het United States Census Bureau geschat op 1892, een daling van 99 (-5,0%).

## Geografie
Volgens het United States Census Bureau beslaat de plaats een oppervlakte van
5,3 km², geheel bestaande uit land. Stratford ligt op ongeveer 1125 m boven zeeniveau.

## Plaatsen in de nabije omgeving
De onderstaande figuur toont nabijgelegen plaatsen in een straal van 44 km rond Stratford.